# Урняк (Шарлицький район)
Урня́к (рос. Урняк) — селище у складі Шарлицького району Оренбурзької області, Росія.

## Населення
Населення — 170 осіб (2010; 190 у 2002).
Національний склад (станом на 2002 рік):
- татари — 98 %